# مايكل تي غوتليب
مايكل تي غوتليب (بالإنجليزية: Michael Theodore Gottlieb)‏ هو لاعب الجسر ‏ أمريكي، ولد في 30 نوفمبر 1900 في نيويورك في الولايات المتحدة، وتوفي في 8 أبريل 1980 في هيلسبورووغ في الولايات المتحدة.